# أرويومولينوس دي ليون
بلدية أرويومولينوس دي ليون (بالإسبانية: Arroyomolinos de León) هي بلدية تقع في مقاطعة ولبة التابعة لمنطقة أندلوسيا جنوب إسبانيا.

## الديموغرافيا
بلغ عدد سكان بلدية أرويومولينوس دي ليون 1.031 نسمة عام 2011 (وفقاً للمعهد الوطني الإسباني للإحصاء).
| 1.168 | 1.174 | 1.127 | 1.078 | 1.042 | 1.040 | 1.031 |